# Vida de Cristo en el arte

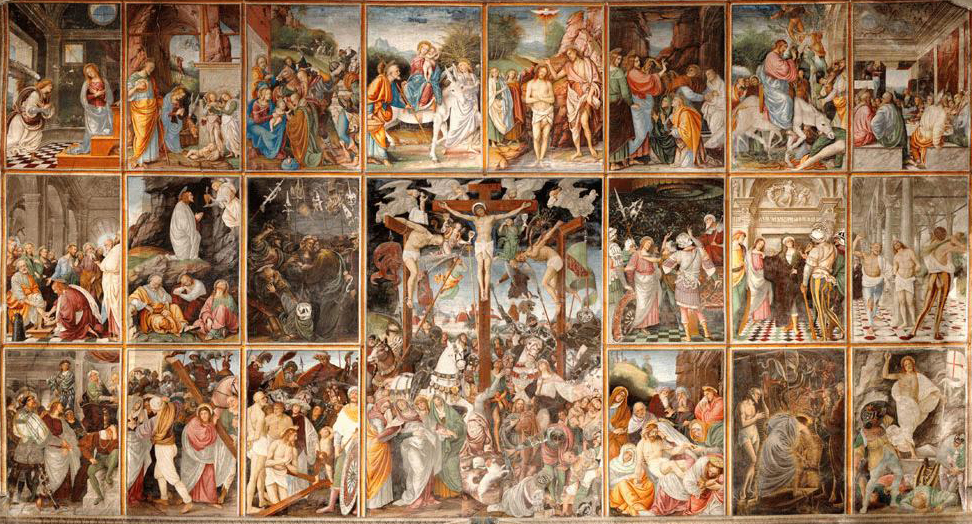
Ciclo italiano del en fresco de Gaudenzio Ferrari con 21 escenas desde la Anunciación hasta la Resurrección: Fila superior: Anunciación, Natividad, Visita de los Reyes Magos, Huida a Egipto, Bautismo de Cristo, Resurrección de Lázaro, Entrada en Jerusalén, Última Cena. Fila del medio: Lavado de los pies, Agonía en el Huerto, Arresto de Cristo, Juicio ante el Sanedrín, Juicio ante Pilato, Flagelación. Fila inferior: Ecce Homo, Llevando la cruz, Cristo cae, Crucifixión, Deposición de la cruz, Desgarro del infierno, Resurrección.

La Vida de Cristo como ciclo narrativo en el arte cristiano comprende una serie de temas diferentes que narran los acontecimientos de la vida de Jesús en la Tierra.  Se distinguen de otros muchos temas en el arte que muestran la vida eterna de Cristo, como Cristo en Majestad, y también de muchos tipos de retratos o temas de devoción sin un elemento narrativo. 

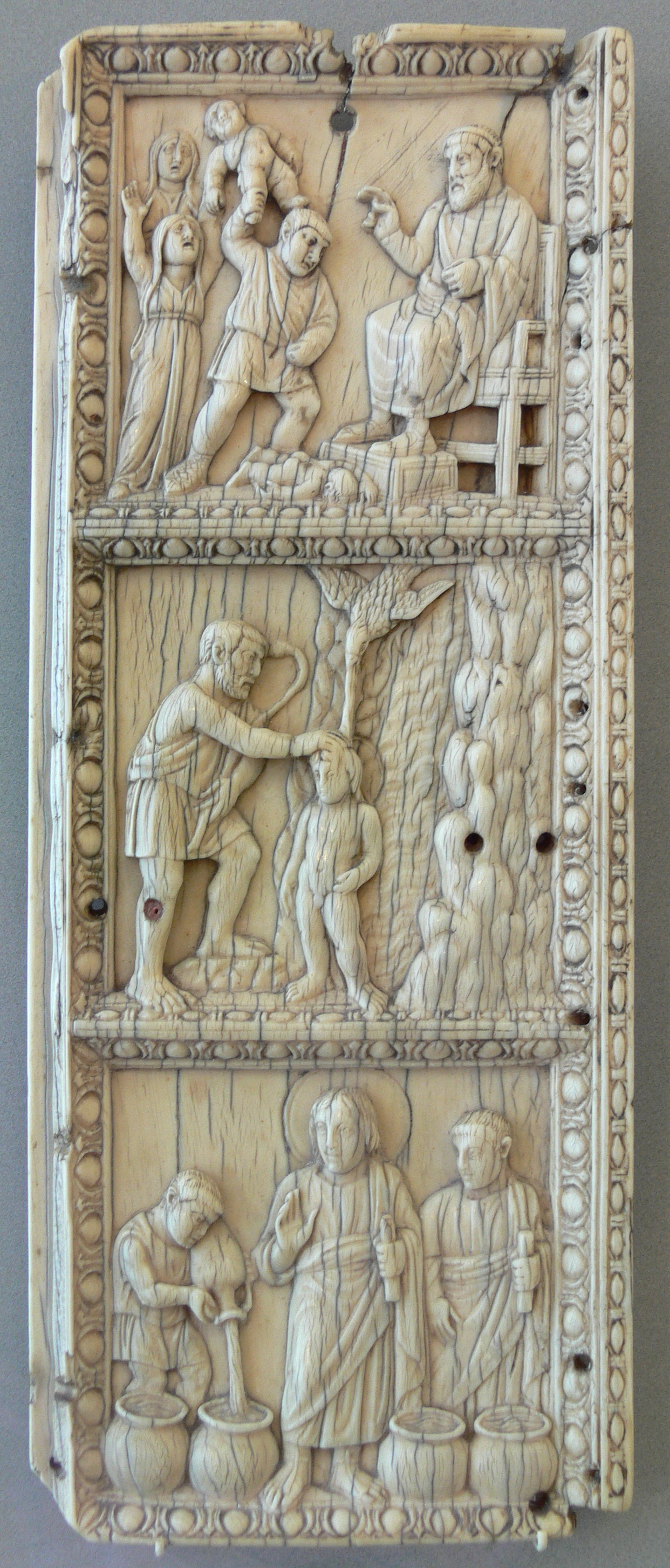
Panel de marfil con la Masacre de los Inocentes, el Bautismo de Cristo y las Bodas de Caná, primer tercio del siglo V

A menudo se agrupan en series o ciclos de obras en diversos medios, desde ilustraciones de libros hasta grandes ciclos de pinturas murales, y la mayoría de los temas que forman los ciclos narrativos han sido también objeto de obras individuales, aunque con una frecuencia muy variable.  Hacia el año 1000, la elección de las escenas para el resto de la Edad Media se estableció en gran medida en las iglesias occidentales y orientales, y se basó principalmente en las principales fiestas celebradas en los calendarios eclesiásticos.
Los temas más comunes se agrupaban en torno al nacimiento y la infancia de Jesús, y a la Pasión de Cristo, que conducía a su Crucifixión y Resurrección. Muchos ciclos cubrían sólo uno de estos grupos, y otros combinaban la Vida de la Virgen con la de Jesús. Los temas que mostraban la vida de Jesús durante su vida activa como maestro, antes de los días de la Pasión, eran relativamente escasos en el arte medieval, por una serie de razones. A partir del Renacimiento, y en el arte protestante, el número de temas aumentó considerablemente, pero los ciclos en la pintura se hicieron más raros, aunque siguieron siendo comunes en los grabados de maestros antiguos y especialmente en las ilustraciones de libros.

## Escenas más comunes

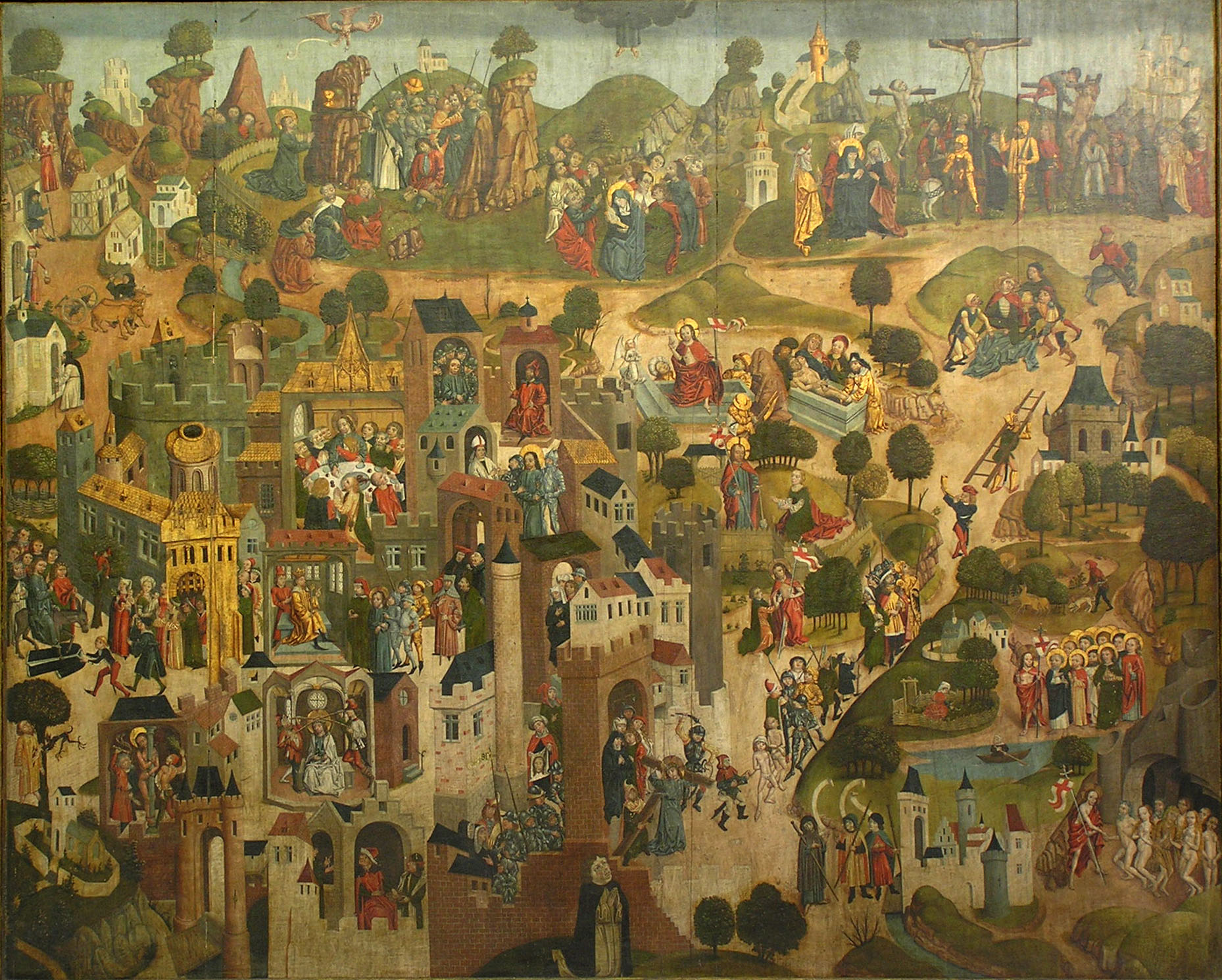
La Pasión mostrada en una serie de pequeñas escenas, c. 1490, desde la Entrada en Jerusalén a través de la Puerta Dorada (abajo a la izquierda) hasta la Ascensión (centro arriba)

Las principales escenas encontradas en el arte durante la Edad Media son:

### Secuencia del nacimiento y la infancia
Estas escenas también podrían formar parte de ciclos de la Vida de la Virgen:
- Anunciación, que muestra la concepción de Jesús
- Natividad de Jesús
- Adoración de los Reyes Magos (Reyes Magos)
- Circuncisión de Cristo
- Presentación de Jesús
- Huida a Egipto, o la Masacre de los Inocentes. Más tarde a veces el Descanso en la huida a Egipto.
- Hallazgo en el Templo, el último episodio de la infancia de Jesús en los Evangelios canónicos.

### Periodo de la misión
- Bautismo de Jesús

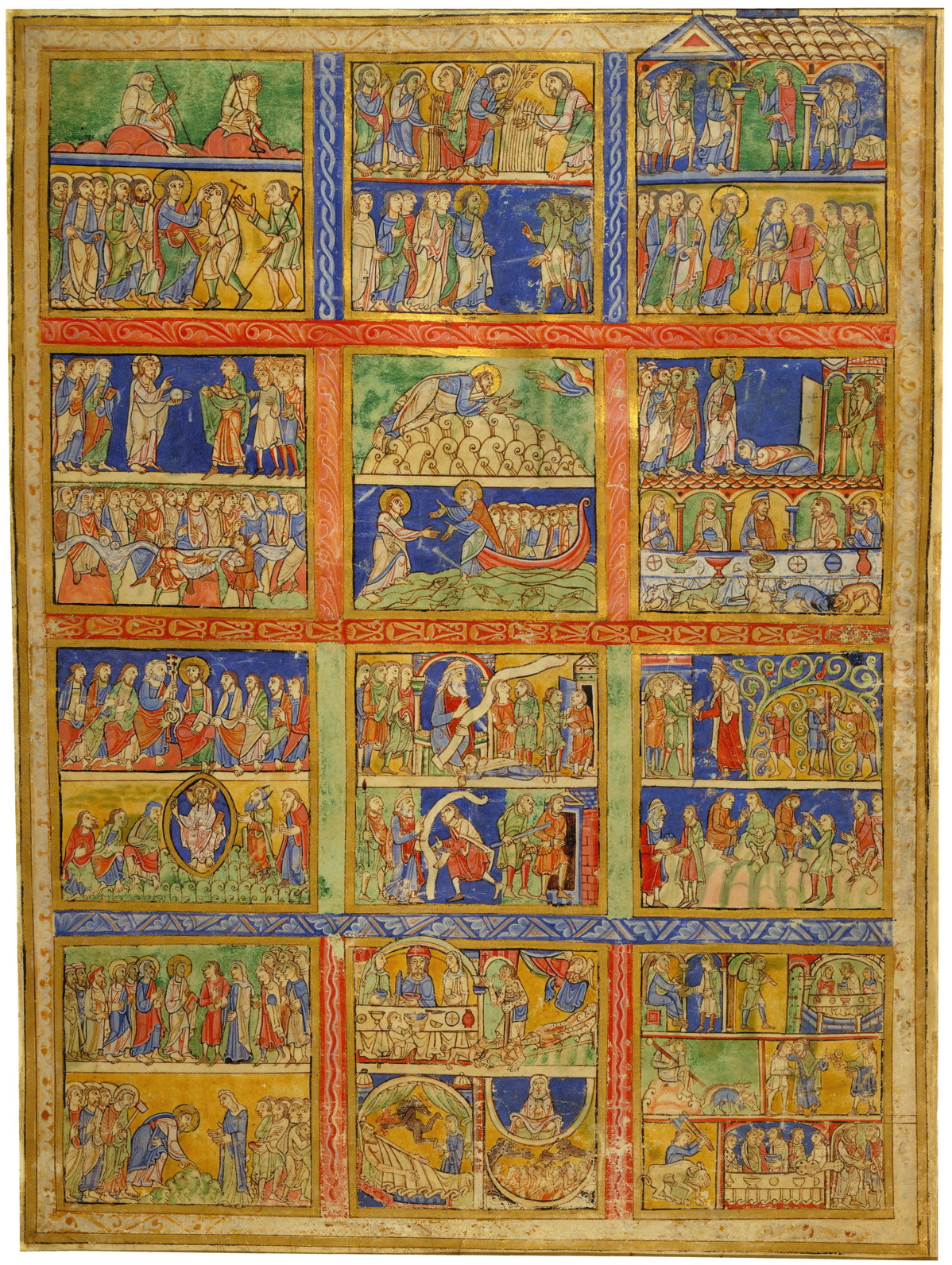
Salterio Eadwine, hoja Morgan M.521 (recto); mezcla de milagros y parábolas de Jesús. El último cuadro tiene la historia del Hijo Pródigo en 8 escenas, la penúltima Dives y Lázaro en cuatro.

- Pesca milagrosa, que se encuentra más a menudo en las Vidas de los apóstoles.
- Tentación de Cristo, a menudo dividido en sus tres partes.
- Bodas de Caná, el primer milagro registrado en los Evangelios, y el único en el que estuvo presente María.
- La mujer en el pozo de Samaria se representa ocasionalmente
- Transfiguración de Jesús, mucho más común en la iglesia oriental que en la occidental
- Resurrección de Lázaro

### Pasión de Cristo
- Cristo despidiéndose de su Madre, un desarrollo medieval tardío, no basado en ningún episodio del Evangelio.
- Domingo de Ramos, la entrada de Cristo en Jerusalén
- Expulsión de los mercaderes del Templo, mucho más popular como tema único a partir del Renacimiento
- La última cena en el arte cristiano, y Lavado de pies
- Oración en el huerto de Getsemaní
- Traición de Cristo y Arresto de Jesús
- Negaciones de Pedro - si se incluye, suele ser la única escena de la Pasión que no incluye a Cristo
- Juicio de Jesús
- Cristo ante Poncio Pilato
- Cristo en la columna
- La coronación con espinas
- Ecce Homo
- Cristo llevando la cruz
- Crucifixión de Jesús, a menudo dividida en varias escenas, incluyendo el clavado en la cruz, la elevación de la cruz, la perforación del costado de Jesús con la lanza.
- Descendimiento de la Cruz (Deposición de Cristo)
- Lamentación sobre Cristo muerto
- Epitafio, o "Unción de Cristo"
- Enterramiento de Cristo
- Descenso de Cristo a los infiernos, no está en los Evangelios

### De la Resurrección a la Ascensión
- Resurrección de Jesús, que no se representaba directamente en el primer milenio. En su lugar se mostraban las Tres Marías o  Portadores de mirra encontrando una tumba vacía, o las siguientes tres escenas.
- Noli me tangere
- Encuentro o Cena de Emaús
- Incredulidad de Tomás
- Ascensión de Jesús en el arte cristiano

## Conjunto bizantino de doce escenas
En el arte bizantino a menudo se representaba un grupo fijo de doce escenas como conjunto.  A veces se describen como las "Doce Grandes Fiestas", aunque tres de ellas son diferentes de las doce modernas Grandes fiestas en la Iglesia Ortodoxa Oriental.  Ningún grupo incluye la Pascua/la Resurrección, que tenía un estatus superior único.  El grupo en arte son: Anunciación, Natividad, Presentación, Bautismo, Resurrección de Lázaro, Transfiguración, Entrada en Jerusalén, Crucifixión de Jesús, Desgarro del Infierno, Ascensión, Pentecostés, Tránsito de María (Muerte de la Virgen).

## Selección de escenas

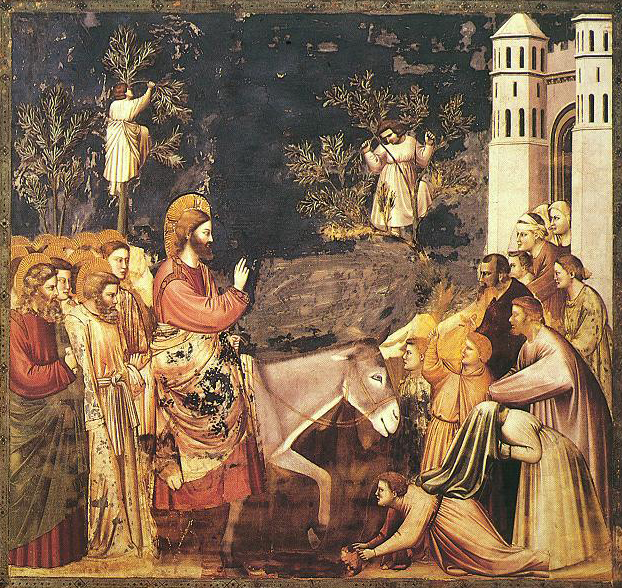
Entrada en Jerusalén del gran ciclo de la Capilla Scrovegni de Giotto, c. 1266.

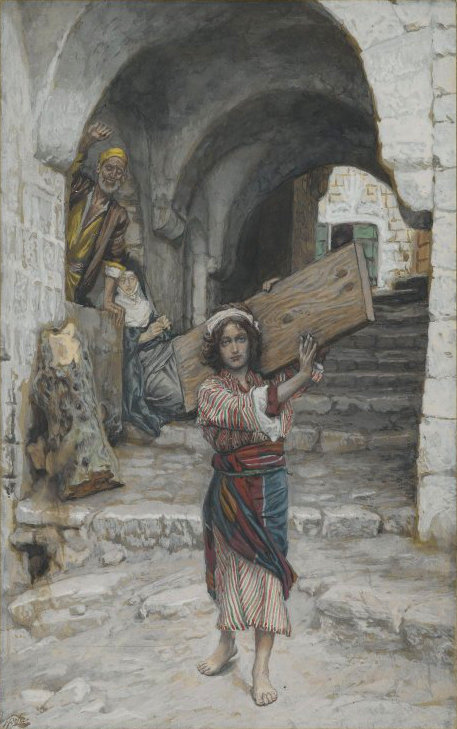
Escena atípica de un gran ciclo del de James Tissot

Después de la época paleocristiana, la selección de escenas para ilustrar estuvo guiada por las ocasiones celebradas como Festividades de la Iglesia, y las mencionadas en el Credo de Nicea, a las que dieron importancia los escritores de devoción en cuyas obras parecen basarse muchos ciclos. De ellos, la Vita Christi ("Vida de Cristo") de Ludolfo de Sajonia y las Meditaciones sobre la vida de Cristo fueron dos de los más populares a partir del siglo XIV. Otra influencia, sobre todo en las iglesias más pequeñas, fue el drama litúrgico, y sin duda también se prefirieron aquellas escenas que se prestaban a una imagen fácilmente identificable. Las prácticas de devoción, como el Vía Crucis, también influyeron en la selección.
Los milagros de Cristo no obtuvieron una buena puntuación en ninguno de estos aspectos. En el arte bizantino los nombres o títulos escritos se incluían habitualmente en el fondo de las escenas artísticas; esto se hacía con mucha menos frecuencia en el Occidente altomedieval, probablemente porque pocos profanos habrían sido capaces de leerlos y entender el latín.  Las dificultades que esto podía causar se muestran en las 12 pequeñas escenas narrativas del Evangelio de Lucas en el Evangelario de San Agustín de Canterbury del siglo VI; aproximadamente un siglo después de la creación del libro se añadieron leyendas a estas imágenes por parte de un monje, que ya pueden identificar erróneamente una escena. Fue alrededor de esta época cuando las escenas milagrosas, que a menudo habían sido prominentes en el  arte cristiano primitivo, se volvieron mucho más raras en el arte de la Iglesia occidental.
Sin embargo, algunos milagros comúnmente utilizados como paradigmas de las doctrinas cristianas continuaron siendo representados, especialmente las Bodas de Caná y la Resurrección de Lázaro, ambas imágenes fáciles de reconocer, con Lázaro normalmente envuelto en un sudario blanco, pero de pie. Las pinturas de los hospitales solían mostrar escenas de curaciones milagrosas. Una excepción es la Basílica de San Marcos en Venecia, donde un ciclo de mosaicos del siglo XII tenía originalmente 29 escenas de los milagros (ahora 27), probablemente derivadas de un Evangeliario griego.
Las escenas originadas en los Evangelios apócrifos que siguen siendo una característica de la representación de la Vida de la Virgen tienen menos equivalentes en la Vida de Cristo, aunque se toleran algunos detalles menores, como los muchachos subiendo a los árboles en la Entrada a Jerusalén. El Descenso de Cristo a los infiernos no fue un episodio presenciado o mencionado por ninguno de los Cuatro Evangelistas, pero fue aprobado por la Iglesia, y la Lamentación sobre Cristo muerto, aunque no se describe específicamente en los Evangelios, se creía que estaba implícita por los relatos allí de los episodios anteriores y posteriores.  El arte vernáculo estaba menos vigilado por el clero, y obras como algunos azulejos medievales de Tring pueden mostrar fantasiosas leyendas apócrifas que, o bien apenas aparecieron en el arte eclesiástico, o bien fueron destruidas en alguna fecha posterior.
En el periodo gótico la selección de escenas estaba en su punto más estandarizado. El célebre estudio de Emile Mâle sobre el arte catedralicio francés del siglo XIII analiza muchos ciclos, y habla de la falta de énfasis en la "vida pública [que] se descarta en cuatro escenas, el Bautismo, las Bodas de Caná, la Tentación y la Transfiguración, que además es raro encontrar todas juntas".